# Angie Cepeda

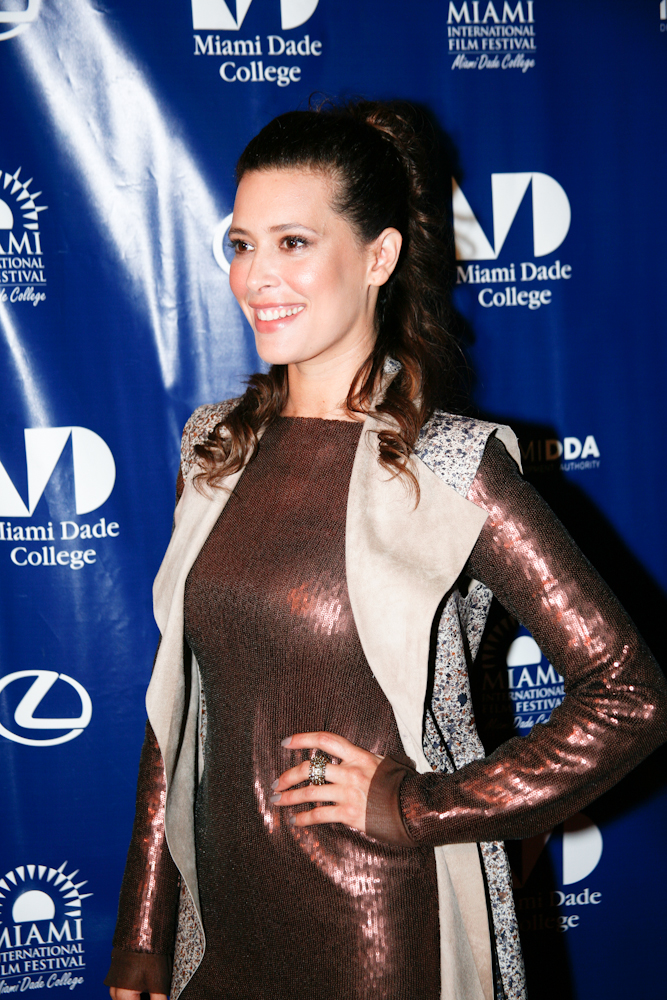
Angie Cepeda (2011)

Angie Cepeda właśc. Angélica María Cepeda Jiménez (ur. 2 sierpnia 1974 w Cartagenie) – kolumbijska aktorka, która prócz licznych telenowel, grała m.in. w serialu Jane the Virgin i filmie Nasze magiczne Encanto.

## Życiorys
Angie Cepeda wychowała się w Barranquillii. Jej rodzice Jose Cepeda i Yadira Jiménez rozwiedli się, gdy Angie była jeszcze mała. Angie ma dwie siostry Lorna i Ivette. Biegle włada francuskim, włoskim i angielskim.
Swoją karierę zaczęła od reklamówki piwa Cerveza Águila. Później grała m.in. w telenowelach produkcji peruwiańskiej - Luz Maria (1998) i Fiorella (2000).

## Filmografia

### Filmy
- Ilona llega con la lluvia (1996) - Zulema
- Pantaleon i wizytantki (1999) - Olga Arellano
- Leyenda de Fuego (2000) - Cecilia
- Los nie ma ulubieńców (2000) - María
- Sammy y yo (2001) - Mary
- Il paradiso all'improvviso (2003) - Amaranta
- Oculto (2004) - Natalia
- Miłość do wynajęcia (2003) - Sofia
- El Muerto (2005) - María
- Miłość w czasach zarazy (2006) - Wdowa Nazareth
- Federal (2008)
- El Mal ajeno (2010) - Sara
- Una hora más en Canarias (2010) - Claudia
- Heleno (2011) - Diamantina
- A Night in Old Mexico (2012)
- Kobiety mafii 2 (2019) - Aida
- Domino śmierci (2019) - The Very Bad Woman
- Nasze magiczne Encanto (2021) - Julieta (głos)[1]

### Seriale
- La mujer del capitán Montesinos (1991) - Hanna
- La maldición del paraíso (1992) - Laura
- La Maldición del Paraíso (1993) - Merceditas Nariño
- Solo una mujer (1995) - Carolina Altamirano
- Candela (1996) - Candelaria Daza
- Las Juanas (1997) - Juana Valentina Salguero
- Luz María (1998) - Luz María Camejo
- Fiorella (2000) - Fiorella Morelli
- Vientos de Agua (2005) - Mara
- Fuera de Lugar (2008) - Sol
- Los Protegidos (2010-2012) - Jimena García Cabrera/Rey Pina
- Escobar: El Patrón del Mal (2012) - Regina Parejo
- Exposados (2012) - Vera
- Jane the Virgin (2016) - Adriana Chavando